# الرأس الأحمر (فلسطين)
الرأس الأحمر:  كانت قرية فلسطينية تبعد 8 كم شمال صفد. استولت وحدات من لواء شيفع (السابع) من القوات الصهيونية على الرأس الأحمر في 30 تشرين أول، 1948، في أثناء عملية حيرام.

## الرأس الأحمر قبل عام 1948
كانت القرية مبنية على قمة الراس الأحمر المستوية. وكانت تربطها طريق غير معبدة بصفد. وفي سنة 1596، كانت الراس الأحمر قرية في ناحية جيرة (لواء صفد)، وعدد سكانها 418 نسمة. وكانت تؤدي الضرائب على عدد من المحاصيل كالقمح والشعير، بالإضافة إلى عناصر أُخرى من الإنتاج والمستغلات كالماعز وخلايا النحل وكروم العنب ومعصرة تستع
مل لعصر الزيتون واخرى للعنب. في أواخر القرن التاسع عشر، وصف الرحالة الراس الأحمر بأنها قرية مبنية بالحجارة على تل مرتفع حيث أقام القرويون بساتينهم. كما قُدر عدد سكانها بما يتراوح بين 150 و350 نسمة.
كان سكان القرية كلهم من المسلمين، ولهم فيها مدرسة ابتدائية للبنين أُسست أيام الانتداب البريطاني. وكان في الركن الشمالي من القرية نبع يستمد سكانها المياه منه للاستخدام المنزلي. وكانوا يزرعون الحمضيات وغيرها من الفاكهة في الأراضي الواقعة شمالي القرية. في موسم 1942/1943، كان في القرية 350 دونماً مزروعاً بأشجار الزيتون. وفي 1944/1945، كان ما مجموعه 4728 دونماً مخصصاً للحبوب، و1008 من الدونمات مروياً أو مستخدماً للبساتين.
وتشير آثار الراس الأحمر، كالفسيفساء ومعاصر العنب المرصعة أرضيتها بالفسيفساء إلى ان الموقع كان مأهولًا بالرومان أو البيزنطيين.

## احتلال الرأس الأحمر
هاجمت القوات الصهيونية القرية في 30 تشرين الأول/أكتوبر 1948. حيث أن السكان هربوا عندما سمعوا أنباء المجازر الفظيعة التي ارتكبت في الليلة السابقة في صفصاف والجش. وكانت الراس الأحمر تقع شمالي هاتين القريتين مباشرة، وقد استولت عليها وحدات من لواء شيفع (السابع) في أثناء عملية حيرام. والأرجح أن السكان هجّروا إلى لبنان مثل معظم سكان الجليل الشمالي.
وبحلول أيار/مايو 1949، كانت القرية الخالية قد سميت باسم جديد هو كيرم بن زمرا، وكانت تُعد لاستقبال المهاجرين الصهاينة اليهود.

## القرية اليوم
في سنة 1949، أنشأت إسرائيل مستعمرة كيرم بن زمرا على أراضي القرية، إلى الشرق مباشرة من موقعها. لكن مازال بعض المنازل قائماً. ولأحد المنازل درج أمامي، ومرآب سيارة مسقوف أضافه الإسرائيليون الذين يقيمون فيه. ولمنزل آخر نافذتان عاليتان مقنطرتان. وتتبعثر أنقاض حجرية من المنازل المدمرة في أرجاء الموقع، وينبت فيه بعض اشجار التين وقليل من نبات الصبار. ويزرع سكان المستعمرة المجاورة بعض الأراضي القريبة، ويستخدمون الباقي مرعى للمواشي.

## وصلات خارجية
- الرأس الأحمر ترحب بكم